# Água régia
A água régia (do latim "aqua regia" que significa "água real" ) é uma mistura de ácido nítrico e ácido clorídrico concentrados, geralmente na proporção de uma para três partes. É um líquido altamente corrosivo de coloração alaranjada. É uma das poucas substâncias que podem dissolver o ouro (Au) e a platina (Pt), tendo o nome de "água régia" devido à propriedade de dissolver os metais nobres ("regios"), embora o tantálio (Ta), irídio (Ir) e outros metais extremamente inertes possam suportar o seu ataque. O descobrimento da água régia é atribuído ao alquimista árabe Geber; ela era muito empregada por outros alquimistas e, ainda hoje, é utilizada em diversos procedimentos analíticos.

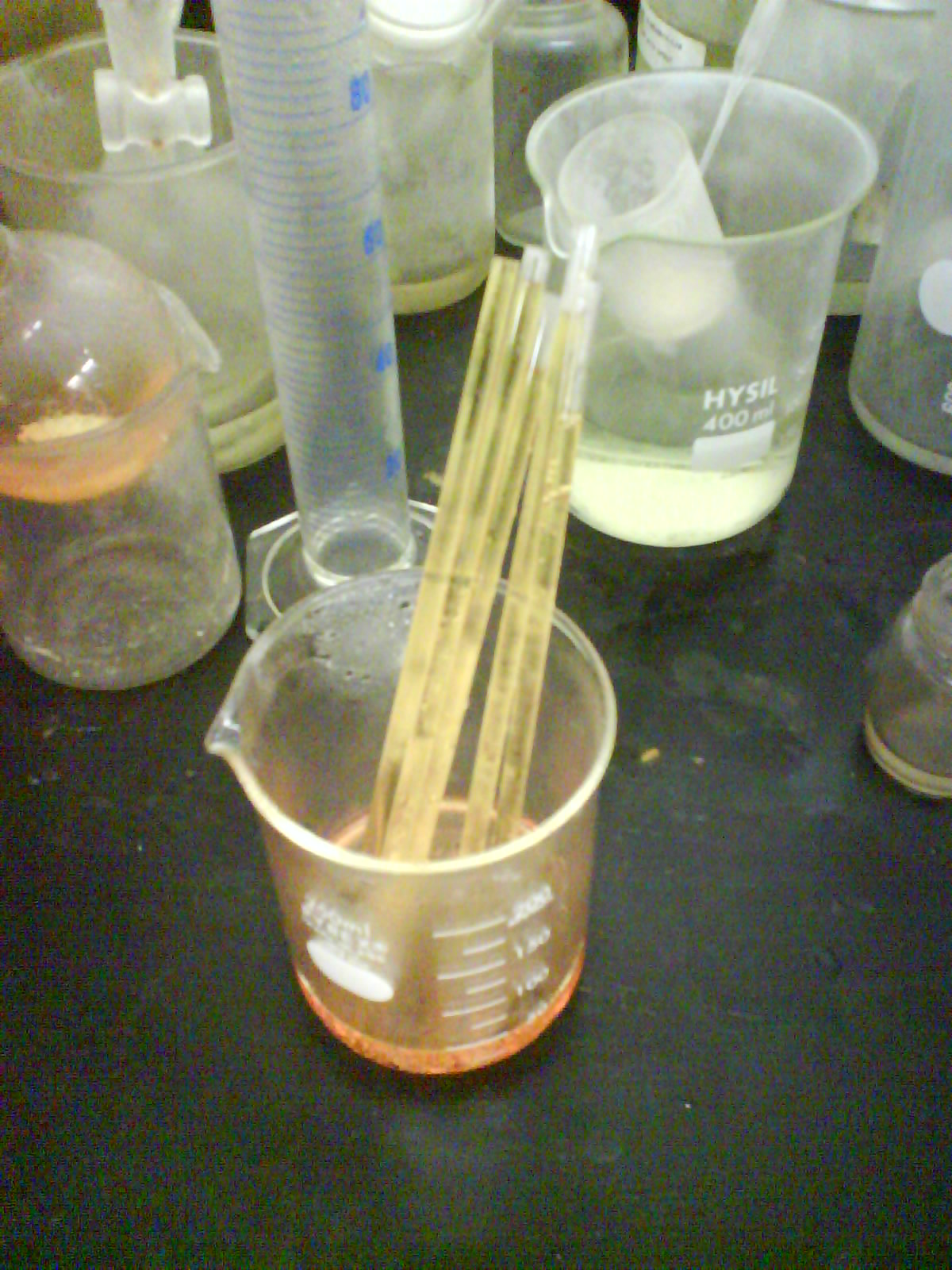
A água régia recém-preparada é incolor, mas torna-se laranja em segundos. Na foto, a água régia é utilizada na remoção de resíduos orgânicos em material de laboratório.

## Aspectos químicos

### Obtenção
{\displaystyle \mathrm {HNO_{3}+3\ HCl\longrightarrow NOCl+2\ Cl_{nascente}+2\ H_{2}O} }
A mistura perde a sua força rapidamente, por isso deve ser utilizada imediatamente após o preparo.

### Actuação sobre o ouro e outros materiais
Mesmo sendo que a água régia ataca o ouro, nenhum dos seus ácidos constituintes pode atacá-lo isoladamente. Cada ácido executa uma tarefa diferente. O ácido nítrico é um potente oxidante, que pode dissolver uma quantidade minúscula (praticamente indetectável) de ouro, formando íons de ouro. O ácido clorídrico, por sua vez, proporciona íons cloreto, que reagem com os íons de ouro, retirando o ouro da dissolução. Isto permite que o ouro adicional continue oxidando.
A alta concentração de cloretos aumenta a solubilidade dos metais formando compostos de coordenação cloro-metálicos. A exemplo do ácido cloroáurico (HAuCl4):
{\displaystyle \mathrm {2\ Au+2\ NOCl+3\ Cl_{2}+2\ HNO_{3}\rightarrow } } {\displaystyle \mathrm {2\ HAuCl_{4}+4\ NO_{2}} }

A prata (Ag) forma, no entanto, uma camada insolúvel de cloreto de prata (AgCl2) em sua superfície, através de passivação, permanecendo resistente. Outros metais que na presença de água régia permanecem protegidos através da passivação (em temperatura ambiente) são: Zr, Hf, Nb, Ta, Ti, Ru e W.[carece de fontes?]

## Episódio histórico
Durante a Segunda Grande Guerra, o químico húngaro residente na Dinamarca, George de Hevesy, laureado com o Prémio Nobel no ano de 1943, decidiu dissolver as medalhas de ouro de pelo menos dois, também laureados, colegas (Max von Laue e James Franck) em água régia, para escondê-las dos nazistas. E assim fez, quando Copenhagen acabara de ser invadida. Após a guerra, o ouro foi recuperado e a Fundação Nobel generosamente refez as medalhas. Dissolver o ouro foi uma tarefa difícil, segundo Hevesy, pois trata-se de um metal extremamente resistente e inerte. A água régia converte o ouro numa solução de ácido cloroáurico.